# Bakker de Baksteen
Bakker de Baksteen is een Nederlandstalige single van Cornelis Vreeswijk. Het nummer is afkomstig van zijn vierde Nederlandstalige album Foto's en een souvenir: Vreeswijk zingt Croce. Vreeswijk had toen al een flink aantal Zweedstalige albums uitgegeven.
Bakker de Baksteen is een cover van Speedball Tucker van Jim Croce over een vrachtwagenchauffeur die vooral geniet van de vrijheid en het niet zo nauw neemt met de regels. Hetzelfde geldt voor de chauffeur met de naam "Bakker de Baksteen" in de Nederlandse variant. Hij legt een baksteen op het gaspedaal en maakt zich nergens zorgen over ('... en daar gaan we dan met volle kracht'). De te vervoeren vracht op zijn oude en versleten vrachtauto bestaat ook uit bakstenen. Hij rijdt voornamelijk op Engeland, getuige een terugkerende regel die luidt; 'E4 naar Dover en terug in Rotterdam vannacht'.
Pech gehad, de B-kant, was ook een cover van een lied van Jim Croce, in dat geval Hard time losin' man.
In de jaren 1970 haalden liedjes over vrachtwagenchauffeurs af en toe de hitparade. Het liedje van Vreeswijk was dat lot niet beschoren. Met de vlam in de pijp van Henk Wijngaard twee jaar later wel. Toen nam Wijngaard ook een Bakker de Baksteen-versie op voor zijn album Zingende wielen.

## Hitnoteringen
Geen enkele notering.

### NPO Radio 2 Top 2000
Bakker de Baksteen stond alleen in 2007 in de NPO Radio 2 Top 2000, op plek 1829.